# Корчинський Олександр Васильович
Олександр Васильович Корчинський (нар. 2 липня 1938, Преображенка — пом. 8 грудня 2011) — передовик сільськогосподарського виробництва СРСР, повний кавадер ордена Трудової Слави.

## Біографія
Народився 2 липня 1938 року в селі Преображенці (тепер Чаплинський район Херсонської області, Україна). Українець. 1952 року закінчив семирічну школу в рідному селі. Працював колгоспником в колгоспі імені Кірова Чаплинського району. З серпня по грудень 1954 року трудився в колгоспі імені Леніна Урлютюбського району Павлодарської області Казахської РСР. Потім повернувся в свій колгосп.
З грудня 1957 року по грудень 1961 року проходив строкову службу в Радянській армії, в танкових частинах Білоруського військового округу. В армії в 1960 році вступив в КПРС. Після звільнення в запас повернувся до свого колгоспу. Працював трактористом.
У серпні 1966 року перейшов в радгосп «Інгулець» Білозерського району Херсонської області. З серпня 1976 року — ланковий тракторної бригади радгоспу імені 60-річчя Радянської України Білозерського району. Працював в радгоспі до виходу на пенсію. Жив в селі Інгульці Білозерського району. Помер 8 грудня 2011 року.

## Відзнаки
- Нагороджений орденами:
  - Трудового Червоного Прапора (8 грудня 1973; за успіхи, досягнуті у Всесоюзному соціалістичному змаганні, трудову доблесть у виконанні прийнятих зобов'язань);
  - Трудової Слави 3-го (24 грудня 1976), 2-го (4 березня 1982) і 1-го (7 липня 1986; за успіхи, досягнуті у виконанні завдань одинадцятої п'ятирічки і соціалістичних зобов'язань по виробництву і переробці сільськогосподарської продукції) ступенів;
- Державна премія СРСР (27 жовтня 1977; за широке використання результатів наукових досліджень і впровадження передового досвіду у виробництво рису, кукурудзи, гречки, цукрового буряка, льону, що забезпечили значне підвищення культури землеробства, ефективне використання техніки і зростання на цій основі виробництва сільськогосподарської продукції, і ініціативу в розвитку наставництва)[1].